# Бекли (Западна Вирџинија)
Бекли (енгл. Beckley) град је у америчкој савезној држави Западна Вирџинија.

## Демографија
По попису из 2010. године број становника је 17.614, што је 360 (2,1%) становника више него 2000. године.
| Група             | 2000.          | 2010.          |
| Белци             | 12.635 (73,2%) | 12.635 (71,7%) |
| Афроамериканци    | 3.949 (22,9%)  | 3.735 (21,2%)  |
| Азијати           | 326 (1,9%)     | 431 (2,4%)     |
| Хиспаноамериканци | 128 (0,7%)     | 265 (1,5%)     |
| Укупно            | 17.254         | 17.614         |